# Ultimele povestiri
Ultimele povestiri (în poloneză Ostatnie historie) este un roman al scriitoarei poloneze Olga Tokarczuk. A apărut în 2004 la editura Wydawnictwo Literackie (Editura Literară).